# Xylothrips cathaicus
Xylothrips cathaicus is een keversoort uit de familie boorkevers (Bostrichidae). De wetenschappelijke naam van de soort is voor het eerst geldig gepubliceerd in 1966 door Reichardt.